# Perissandria agama
Perissandria agama là một loài bướm đêm trong họ Noctuidae.